# Prosopocera antennata
Prosopocera antennata es una especie de escarabajo longicornio del género Prosopocera, tribu Prosopocerini, familia Cerambycidae. Fue descrita científicamente por Gahan en 1890.
Se distribuye por Camerún, Costa de Marfil, Ghana, Kenia, Namibia, Nigeria, Uganda, República Centroafricana, República Sudafricana, Senegal, Sierra Leona, Tanzania, Togo, Zambia, Benín, Etiopía, Gambia, Guinea, Mozambique, República Democrática del Congo y Zimbabue. Mide 18-27 milímetros de longitud. El período de vuelo ocurre en los meses de enero, abril, mayo, junio, octubre, noviembre y diciembre.